# FC Motown
FC Morristown, noto come FC Motown, è una società calcistica statunitense con sede nella città di Morristown, New Jersey. Fondato nel 2012, la squadra attualmente milita nella National Premier Soccer League (NPSL) e nella USL League Two.
Nel 2020 la squadra si è unita alla neonata Northeast Elite Soccer League (NESL) e ha fondato una squadra U23 partecipando alla EDP 23U League.
La squadra gioca le partite casalinghe al Ranger Stadium presso la Drew University. Fin dalla sua fondazione il club è allenato da Šaćir Hot.

## Storia
L'FC Morristown è stato fondato nel 2012 da Scott Kindzierski e Dan Karosen e si unì sin dalla sua fondazione alla Garden State Soccer League (GSSL), una lega di calcio amatoriale per squadre con sede nello stato del New Jersey.
Ancora amatoriale, la squadra si è qualificata per la US Open Cup 2017 battendo il Lansdowne Bhoys FC con il risultato di 3-2. La squadra è poi passata al secondo turno battendo per 2-1 la squadra del New Jersey Copa FC, prima di perdere 3-0 contro i Rochester Rhinos della United Soccer League.
Nel 2017, il team ha iniziato a collaborare con la squadra militante nel campionato NPSL del Clarkstown SC Eagles e ha aggiunto alla sua rosa la maggior parte dei giocatori e dello staff del Clarkstown. La stagione successiva i Clarkstown Eagles sono stati rinominati FC Motown.
La stagione 2018 è stata la più vincente nella breve storia della squadra. Con un record della stagione regolare di 9-1-0 (27 punti) il Motown è arrivato in cima alla classifica della Keystone Conference prima di vincere i playoff della conference battendo in finale il West Chester United SC. Nei Playoff Regionali e Nazionali, il Motown ha raggiunto la Finale Nazionale battendo FC Baltimore, New York Cosmos B e FC Mulhouse Portland. In finale, la squadra ha perso in casa per 3-1 contro il Miami FC 2, davanti ad un pubblico di 2.143 spettatori.
Il Motown schiera ancora una squadra nel campionato GSSL ed è sette volte Campione della Super Division, vincendo il titolo nel 2014, 2015, 2016, 2017, 2018, 2019 e 2020. All'inizio della stagione 2018, l'FC Motown ha ottenuto 23 risultati utili consecutivi nel campionato GSSL prima di cedere contro i Jackson Lions FC a metà stagione.
L'FC Motown è stata anche finalista della Fricker Cup Region 1 nel 2016 e semifinalista regionale nel 2017. Inoltre, è stata semifinalista della Amateur Cup Region 1 nel 2014 e 2015.
Il Motown ha preso parte alla prima Lower League eCup durante l'estate del 2020, una competizione di eSports FIFA di livello inferiore, vincendo il titolo PS4 con il giocatore Deiver Lopez.
Tornata in campo nel 2020, la squadra ha vinto il titolo NJ State Cup sconfiggendo Clifton e il titolo della GSSL Super Division sconfiggendo sempre Clifton. Il club ha anche allestito una squadra U23 che ha partecipato al campionato EDP e ha concluso con un record di 7-0 vincendo la divisione centrale rossa maschile.
Il 13 gennaio 2021, il Motown ha aderito alla USL League Two parallelamente alla sua squadra NPSL, alla squadra U23 e alle squadre amatoriali locali. Il 15 marzo 2021, Alan McClintock, nativo dell'Irlanda del Nord e assistente allenatore della NPSL, è stato nominato capo allenatore della squadra USL.
L'FC Motown durante la sua breve storia ha avuto diversi giocatori che hanno poi firmato contratti con club professionistici, come Joe Fala con i New York Red Bulls 2 e ha firmato talenti professionisti come l'ex stella dei New York Red Bulls, Dilly Duka, e il centrocampista Jimmy Mulligan, ex giocatore dei New York Cosmos, tra gli altri. La squadra ha anche giocato amichevoli contro squadre professionistiche come il New York City FC, il New York Red Bulls II, la Nazionale Ecuadoriana U-20, la squadra Peruviana dello Sport Boys.

## Giocatori e staff

### Allenatori
- Šaćir Hot (2012– )
- Alan McClintock (2018- ) U23 Head Coach (2020- )

### Rosa attuale
| N. | Ruolo | Nazione | Giocatore         |
| -- | ----- | ------- | ----------------- |
| —  | C     | USA     | Zach Knudson      |
| —  | C     | USA     | Freddy Olivera    |
| 14 | C     | USA     | Danny Cordeiro    |
| 1  | P     | USA     | David Greczek     |
| 24 | C     | USA     | Emerson Lawrence  |
| 0  | P     | USA     | Greg Irwin        |
| 3  | D     | USA     | Jean Voltaire     |
| —  | C     | USA     | John Murphy       |
| —  | A     | USA     | Zach Riviere      |
| —  | D     | USA     | Ronald Kestelboym |
| 9  | A     | USA     | Kene Eze          |
| 13 | D     | USA     | Marcus Hackett    |

| N. | Ruolo | Nazione | Giocatore         |
| -- | ----- | ------- | ----------------- |
| 10 | A     | USA     | Eddy Enowobi      |
| 11 | C     | ARG     | Max Garcia        |
| —  | D     | USA     | Sainclair         |
| —  | C     | USA     | John Casey        |
| 17 | D     | USA     | Kian Fazel-Sarjui |
| 2  | A     | USA     | Ryan Peterson     |
| —  | D     | USA     | Jake Longo        |
| —  | D     | USA     | Esteban Hidalgo   |
| —  | A     | USA     | Anes Mrkulic      |
| 7  | A     | USA     | Joe Fala          |
| —  | A     | USA     | Aidan Cserhat     |

## Record

### Anno per anno
| Anno | Lega | Stagione regolare       | Playoff                  | US Open Cup     | Note                                                                  |
| ---- | ---- | ----------------------- | ------------------------ | --------------- | --------------------------------------------------------------------- |
| 2012 | NPSL | 3°, Keystone Conference | Non qualificato          | Non qualificato | Ha giocato come Jersey City Eagles FC                                 |
| 2013 | NPSL | 3°, Keystone Conference | Non qualificato          | Non qualificato |                                                                       |
| 2014 | NPSL | 5°, Keystone Conference | Non qualificato          | Non qualificato |                                                                       |
| 2015 | NPSL | 1°, Keystone Conference | Finale Regionale         | Non qualificato | Perso nella finale regionale del nord-est contro il New York Cosmos B |
| 2016 | NPSL | 1°, Keystone Conference | Semifinale Nazionale     | 1º turno        | Persa in semifinale nazionale contro l'AFC Cleveland                  |
| 2017 | NPSL | 2°, Keystone Conference | Finale Regionale Nordest | 1º turno        | Lost in Northeast Regional Final contro Elm City Express              |

| Anno | Lega | Stagione regolare       | Playoff                      | US Open Cup | Note                                                                        |
| ---- | ---- | ----------------------- | ---------------------------- | ----------- | --------------------------------------------------------------------------- |
| 2017 | GSSL | 1°, Super Division      | N/A                          | 2º turno    | Giocato come squadra completamente amatoriale                               |
| 2018 | NPSL | 1°, Keystone Conference | Finale Nazionale             | 2º turno    | Perso nella finale nazionale contro il Miami FC 2                           |
| 2019 | NPSL | 3°, Keystone Conference | Semifinale Regionale Nordest | 1º turno    | Persa nella semifinale regionale del Nordest contro l'FC Baltimore Christos |